# RP Motorsport
RP Motorsport is een autosportteam uit Italië.

## Geschiedenis

### Formule Renault
In 2002 debuteerde RP in de Eurocup Formule Renault 2.0, waarin het tot 2007 elk jaar in enkele races deelnam. Hiernaast reed het team tussen 2006 en 2008 ook in de Italiaanse Formule Renault, waarin het met de latere Formule 1-coureur Daniel Ricciardo enkele successen boekte.

### Formule 3
Vanaf 2008 nam RP ook deel aan het Italiaanse Formule 3-kampioenschap, waarin het tot 2011 twee overwinningen boekte met Jesse Krohn en Daniel Mancinelli. Ook debuteerde het team in het Spaanse Formule 3-kampioenschap waarin het met Nicola de Marco direct twee races won en als vierde in het kampioenschap eindigde. In 2009, toen de naam van het kampioenschap was veranderd naar Europese F3 Open, behaalde het team met Stefano Bizzarri en David Fumanelli drie overwinningen drie overwinningen, terwijl Bizzarri derde werd in de eindstand. In 2010 behaalde Fumanelli drie overwinningen, waar de nieuwe aanwinst Kevin Ceccon één keer wist te zegevieren. Zij eindigden respectievelijk als derde en vierde in het kampioenschap. In 2011 kende het team een langzame start, maar in de tweede helft van het seizoen behaalde Fumanelli vier overwinningen en kwam vijf punten tekort om de uiteindelijke kampioen Alex Fontana in de eindstand te verslaan.
In 2012 kende RP een zeer succesvol seizoen met vier overwinningen voor zowel Niccolò Schirò als Gianmarco Raimondo, die respectievelijk als eerste en tweede in het kampioenschap eindigden. Ook in 2013 behaalde het team grote successen met drie overwinningen voor Sandy Stuvik en twee voor Santiago Urrutia, terwijl Alexandre Cougnaud de laatste race van het seizoen won. Zij eindigden respectievelijk als tweede, vierde en zesde in het kampioenschap, waarbij Stuvik negen punten tekortkwam om Ed Jones van het kampioenschap af te houden. In 2014 verandere het kampioenschap opnieuw van naam naar de Euroformula Open. Dit was voor RP het meest succesvolle seizoen in het kampioenschap tot dan toe, met elf overwinningen voor Stuvik en twee voor Artur Janosz, die respectievelijk eerste en tweede in het kampioenschap werden. In 2015 werd het team opnieuw kampioen met Vitor Baptista, die zes races wist te winnen.

### Formule Abarth
In 2010 nam RP deel aan de nieuwe Formule Abarth, waarin het enkel met Timmy Hansen twee punten wist te scoren. Na dit seizoen verliet het team het kampioenschap weer.

### Formule V8 3.5
In 2016 debuteert het team in de nieuwe Formule V8 3.5, het vervolg van de Formule Renault 3.5 Series. Dit kampioenschap wordt grotendeels op dezelfde circuits verreden als de Euroformula Open. Zij debuteren in dit kampioenschap met Vitor Baptista en Johnny Cecotto jr. als coureurs.